# Tanda (département)
Pour les articles homonymes, voir Tanda.
Tanda est un département de Côte d'Ivoire, dans la région du Gontougo, au nord-est du pays, proche du Ghana.
Le département couvre une superficie de 1 625 km², avec une population estimée à 70000 habitants (RGPH, 2014).

## Administration
Une loi de 1978 a institué 27 communes de plein exercice sur le territoire du pays.  
| Date d'élection | Identité         | Parti    | Qualité                                                               | Statut |
| --------------- | ---------------- | -------- | --------------------------------------------------------------------- | ------ |
| 1980            |                  | PDCI-RDA | Homme politique                                                       | élu    |
| 1985            |                  | PDCI-RDA | Homme politique                                                       | élu    |
| 1990            |                  | PDCI-RDA | Homme politique                                                       | élu    |
| 1995            |                  | PDCI-RDA | Homme politique                                                       | élu    |
| 2001            | Yao-Kouman Moïse |          | Homme politique                                                       | élu    |
| 2018            | Koné Amadou      | RHDP     | Conseiller Technique du Ministre auprès du Président de la République | élu    |

Le département compte 1 commune et 76 localités rurales.

## Démographie
| 1975  | 1988   | 2010   |
| ----- | ------ | ------ |
| 6 835 | 11 430 | 22 225 |

## Société

### Éducation
Le département compte 209 écoles primaires et 8 établissements secondaires.

### Langues
Depuis l'indépendance, la langue officielle dans toute la Côte d'Ivoire est le français, mais les langues vernaculaires de la région sont l'abron et le koulango. Le français effectivement parlé dans la région, comme à Abidjan, est communément appelé le français populaire ivoirien ou français de dago qui se distingue du français standard par la prononciation et qui le rend plaisant pour un francophone non Ivoirien, tout comme l'est le  français québécois. Une autre forme de français parlé est le nouchi, un argot parlé surtout par les jeunes et qui est aussi la langue dans laquelle sont écrits 2 magazines satiriques, Gbich! et Y a fohi. Le département de Tanda accueillant de nombreux Ivoiriens issus de toutes les régions du pays, toutes les langues vernaculaires du pays, environ une soixantaine, y sont pratiquées.

### Santé
Le département comporte 2 hôpitaux, 42 centres de santé et 2 officines de pharmacie.

## Villes voisines
- Bondoukou au nord.
- Agnibilékrou au sud.
- Assuéfry vers l'est.